# Jess Thomas
Jess Thomas (Hot Springs, Dakota del Sur, 4 de agosto de 1927-San Francisco, California, 11 de octubre de 1993) fue un tenor lírico estadounidense destacado en papeles wagnerianos y straussianos, especialmente como Lohengrin y el Emperador de La mujer sin sombra.
Habiendo estudiado psicología en la University of Nebraska y en Stanford University se dedicó al canto debutando en San Francisco en 1957 en Der Rosenkavalier.
Su carrera en Alemania comenzó en Karlsruhe donde cantó su primer Lohengrin, papel con el que sería identificado toda su carrera. En Stuttgart y Múnich cantó Baco de Ariadne auf Naxos seguido con su participación en el Festival de Bayreuth en las producciones de Wieland Wagner que lo establecieron como uno de los tenores wagnerianos de su generación. En el marco del festival cantó Parsifal 1961-63, 1965; Lohengrin 1962, 1967; Walther en Meistersinger 1963,1969; Tannhäuser 1966-67 y Siegfried 1969, 1976, siendo premiado con la Medalla Wagner en 1963, año en el que reabrió la Ópera Estatal de Baviera como el emperador de Die Frau ohne Schatten y en que se unió al Metropolitan Opera de New York. Allí cantó durante 15 temporadas en 95 funciones, entre ellas la inauguración del nuevo Met en 1966 en Antony and Cleopatra de Samuel Barber junto a Leontyne Price.
Cantó en el Festival de Salzburgo, Covent Garden, Viena, París y en el Teatro Colón de Buenos Aires en 1977 como Tristan, en 1979 como Lohengrin y el Emperador (junto a Eva Marton y Birgit Nilsson), y en 1980 como Florestan de Fidelio y Walter en Los maestros cantores de Núremberg.
Se retiró en Washington D. C. como Parsifal en 1982, participando en la Gala Centenaria del Metropolitan en 1983 como Siegmund de La Valquiria junto a Jessye Norman.

## Discografía de referencia
- Beethoven - 9te Sinfonie - Gundula Janowitz, Christa Ludwig, Walter Berry, Wiener Philharmoniker, Herbert von Karajan

- Beethoven - 9te Sinfonie - Gwyneth Jones, Tatiana Troyanos, Karl Ridderbusch, Wiener Philharmoniker, Karl Böhm

- Mahler - Das Lied von der Erde - Anna Reynolds, Wiener Symphoniker, Josef Krips

- Schönberg - Gurrelieder - Marita Napier, Yvonne Minton, Siegmund Nimsgern, Günther Reich, BBC SO, Pierre Boulez

- R. Strauss - Ariadne auf Naxos - Christa Ludwig, Sena Jurinac, Reri Grist, Wiener Philharmoniker, Karl Böhm

- R. Strauss - Ariadne auf Naxos - Hildegard Hillebrecht, Tatiana Troyanos, Reri Grist, Bayerische Rundfunk, Karl Böhm

- R. Strauss - Die Frau ohne Schatten - Ingrid Bjoner, Inge Borkh, Martha Mödl, Dietrich Fischer-Dieskau, Bayerische Staatsoper, Josef Keilberth

- R. Strauss - Die Frau ohne Schatten -Leonie Rysanek, Christa Ludwig, Grace Hoffmann, Walter Berry, Wiener Staatsoper, Herbert von Karajan

- R. Strauss - Die Frau ohne Schatten - Gundula Janowitz, Gladys Kuchta, Grace Hoffmann, Otto Wiener, Wiener Staatsoper, Herbert von Karajan

- R. Strauss - Die Ägyptische Helena - Gwyneth Jones, Mimi Coertse, Wiener Staatsoper, Josef Krips

- Verdi - Un Ballo in Maschera (en alemán) - Inge Borkh, Evelyn Lear, Sieglinde Wagner, Dietrich Fischer-Dieskau, Deutsche Oper, Giuseppe Patanè

- Wagner - Tannhäuser - Leonie Rysanek, Ludmila Dvorakova, Hermann Prey, Martti Talvela, Bayreuth, Carl Mell

- Wagner - Lohengrin - Elisabeth Grümmer, Christa Ludwig, Dietrich Fischer-Dieskau, Gottlob Frick, Wiener Philharmoniker, Rudolf Kempe

- Wagner - Lohengrin - Anja Silja, Astrid Varnay, Ramón Vinay, Franz Crass, Bayreuth, Wolfgang Sawallisch

- Wagner - Lohengrin - Claire Watson, Christa Ludwig, Walter Berry, Wiener Staatsoper, Karl Böhm

- Wagner - Lohengrin - Ingrid Bjoner, Astrid Varnay, Gustav Neidlinger, La Scala, Wolfgang Sawallisch

- Wagner - Die Meistersinger von Nürnberg - Claire Watson, Otto Wiener, Benno Kusche, Hans Hotter, Bayerische Staatsoper, Josef Keilberth

- Wagner - Siegfried - Helga Dernesch, Oralia Domínguez, Gerhard Stolze, Thomas Stewart, Berliner Philharmoniker, Herbert von Karajan

- Wagner - Götterdämmerung - Helga Dernesch, Gundula Janowitz, Christa Ludwig, Thomas Stewart, Berliner Philharmoniker, Herbert von Karajan

- Wagner - Götterdämmerung (escenas) - Eileen Farrell, New York Philharmonic, Leonard Bernstein

- Wagner - Parsifal - Irene Dalis, Gustav Neidlinger, George London, Hans Hotter, Martti Talvela, Bayreuth, Hans Knappertsbusch